# Акатист
Акатист (грчки - Ακαθιστος, [слушати] стојећи на ногама) је химна благодарности.
Православна химнографија познаје акатисте посвећене Светој Тројици, Часноме Крсту и неким светитељима. Акатист најшире употребе јесте онај посвећен Пресветој Богородици, „Возбраној Војеводје“, (Заштитници Цариграда); ово је ремекдело византијске литургијске химнографије. Овај акатист има облик поеме сачињене од 24 икоса и кондака, а сваки икос сачињен је од прозби сачињених од дванаест стихова (подобно опису из Откривења, гл. 12), и завршава се узгласом: "Радуј се Невесто, неневесна!" Ова химна има за основ кондаке које је испевао Роман Слаткопојац (491-560), ђакон у Бејруту и Цариграду, а приписује се патријарху Сергију (између 610. и 638). Византијски филозоф Михаило Псел (XI век) приписује овај акатист Георгију Писидијском, библиотекару Свете Софије, који га је, наводно, саставио 629. године, у доба цара Ираклија, поводом византијске победе над Аварима који су опседали Цариград, победе која је приписана Пресветој Дјеви ("Благодаримо Ти за победу"). Овај догађај представљен је у иконографском облику у 24 сцене на западним зидовима пронаоса. Особито се пева у суботу која претходи петој недељи васкршњег поста.
Овај акатист даје богослужбену потврду учењу о Дјеви Марији као Пресветој Богородици - Θεοτοκος, које је потврдио Трећи Васељенски Сабор у Ефесу (431.), као и другим начелним видовима православне христологије и мариологије у V и VI веку.